# Saboräer
Als Saboräer, auch Savoraim (von hebr. sabar = nachdenken, schlussfolgern; aramäisch Saworaë, „Erklärer“) bezeichnet man die jüdischen Gelehrten in der Nachfolge der Amoräer, die Vorläufer der Geonim. Sie wirkten nach heute weitestgehend übereinstimmender Auffassung in der Zeit von ca. 500–590 (anders Ephrati, s. u.)
Die Saboräer sind nicht, wie lange vermutet wurde, diejenigen, die (nur) stilistische Feinarbeit am literarisch bereits abgeschlossenen babylonischen Talmud durchführten, sondern wirkliche Redaktoren, die durch besondere Hinzufügungen vor allem in den einleitenden Sätzen der Traktate und Kapitel die Endfassung entscheidend mitgeformt haben.
Viele Fragen aber im Zusammenhang mit ihren Lebensumständen und dem konkreten Anteil ihrer Arbeit am großen Gesamtwerk des uns überkommenen Talmud sind (und bleiben vermutlich für immer) ungelöst. Es wird auch diskutiert, ob ein (kleinerer oder größerer) Teil der anonymen Aussagen saboräischen Ursprungs ist.

## Namentlich bekannte Saboräer
- Rab Acha, Sohn des (Rabba bar) Abbuha (gest. 510)
- Rab Achai bar Rab Huna (aus Be Chatim), gest. 506
- Rab Aina in Sura
- Rabba Josef (Variante: Jose), Schulhaupt in Pumbedita (gest. 520)
- Mar Zutra
- Rabbai aus Rob in Pumbedita (ggf. auch einer der ersten Geonim)
- Rabina von Amutsja (Variante: Amusa), gest. 507
- Rab Richumai (Variante: Nichumai), gest. 506
- Sama bar Jehuda (gest. 504)
- Rab Samuel bar R. Abbahu, in Pumbedita (gest. 506)
- Rab Simona, in Pumbedita (ggf. auch einer der ersten Geonim), gest. um 540 (?)
- Rab Tachna (Variante: Tachina)